# São João Marcos
São João Marcos foi um antigo município do estado brasileiro do Rio de Janeiro, sendo despovoado e demolido na década de 1940, devido a formação da represa de Ribeirão das Lajes para a produção de energia elétrica e abastecimento da cidade do Rio de Janeiro.
Em 1939, São João Marcos foi tombada pelo Serviço do Patrimônio Histórico e Artístico Nacional (SPHAN) porém esse tombamento foi revogado pelo então presidente Getúlio Vargas para a construção da represa.
Em 16 de fevereiro de 1990, a Ponte Bela e as ruínas remanescentes do Conjunto Histórico de São João Marcos foram provisoriamente 
tombados pelo Instituto Estadual do Patrimônio Cultural do Estado do Rio de Janeiro.

## História do São João Marcos
Formada a partir da abertura da estrada entre o Rio de Janeiro e São Paulo, ainda no governo de Luís Vaía Monteiro, com a instalação de lavouras e comércios de passagem, foi fundada em 1739 por João Machado Pereira, que em suas terras criou uma capela dedicada à São João Marcos.
Conheceu o apogeu quando da chegada da cultura do café, que fez a cidade atingir seu ápice no Século XIX, quando chegou a ter mais de 14 mil habitantes, com sua principal vila tendo dez ruas e dez travessas, onde havia um teatro, um hospital, dois clubes, um posto dos correios e duas escolas.
Até o Século XIX teve o nome de São João Marcos do Príncipe e o município era constituído das paróquias de São João Marcos (sede da Vila) e Nossa Senhora da Conceição de Passa Três.
Entre 1905 e 1907, a concessionária canadense da Light "The Rio de Janeiro Tramway, Light and Power" arrendou e inundou um distrito rural de São João Marcos para a construção de uma usina hidrelétrica, que gerou a formação do lago da Represa de Ribeirão das Lajes. 

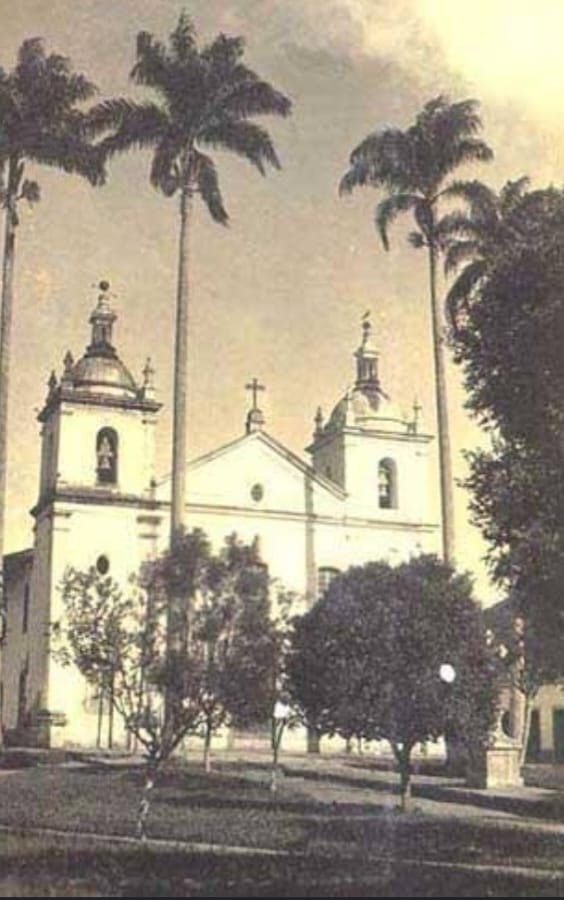
Igreja Matriz de São João Marcos, 1801

Esse lago trouxe diversas epidemias para o local, como a malária, que dizimaram parte considerável da população local após o declínio da lavoura cafeeira, contribundo para sua decadência. Em 1943, a população restante foi deslocada para municípios vizinhos como Rio Claro (que era seu distrito), Mangaratiba, Itaguaí e Piraí, sendo que as águas da represa nunca cobriram a maior parte da antiga cidade.
Em 1939, a concessionária pretendia elevar o nível do lago para aumentar a capacidade da represa. Com o intuito de impedir isso, o antigo SPHAN, atual Iphan (Instituto de Patrimônio Histórico e Artístico Nacional), fez o tombamento de São João Marcos. Mas um ano depois, em 1940, o local foi destombado por decreto de Getúlio Vargas, que desapropriou as terras da cidade. A matriz foi o último prédio da cidade, haja vista ninguém querer fazer a explosão, pois a população acreditava que destruir uma igreja seria um pecado, ao que um comerciante teria se habilitado a fazer a explosão, sendo utilizados vinte quilos de dinamite.
Atualmente parte de seu território é o terceiro distrito do município de Rio Claro, no Vale do Paraíba Fluminense, e a outra parte é o quarto distrito daquele mesmo município, com nome de Passa Três. As ruínas deste antigo município fluminense podem ser vistas às margens da rodovia RJ-149 entre os municípios de Rio Claro e Mangaratiba, onde foi construído um parque arqueológico mantido pela empresa Light S.A., com a finalidade de preservar sua memória.

## Parque Arqueológico e Ambiental de São João Marcos
Em 2008, o Instituto Light, mantido pela empresa LIGHT S.A., que tem como objetivo contribuir para a preservação histórica e cultural da região e para o desenvolvimento do turismo local, com patrocínio da Secretaria de estado da Cultura do Rio de Janeiro, por meio da Lei de Incentivo à Cultura e apoio de diversas instituições foi iniciado o projeto de construção do Parque Arqueológico e Ambiental de São João Marcos. No dia 9 de junho de 2011, o Parque Arqueológico e Ambiental de São João Marcos foi oficialmente inaugurado.
O Parque Arqueológico e Ambiental de São João Marcos, que é o primeiro sítio arqueológico urbano do Brasil integralmente resgatado por arqueólogos, é um museu a céu aberto no interior do Rio de Janeiro que preserva a história do Vale do Café. Um dos espaços culturais mais visitados do interior do estado do Rio de Janeiro, o Parque Arqueológico e Ambiental de São João Marcos, situado no município de Rio Claro, comemorou em 23 de junho de 2016 cinco anos de atividades que resgatam a memória da antiga cidade de São João Marcos, sua história e tradições culturais.
Patrocinado pela Light e pela Secretaria de Cultura do Estado do Rio de Janeiro e gerido pelo Instituto Cultural Cidade Viva (ICCV), o Parque promoveu, desde a sua inauguração em 2011, mais de 40 eventos culturais. No mês do seu aniversário, contabilizou 50 mil visitantes, entre eles mais de 15 mil estudantes de escolas públicas, que visitaram o Parque dentro de um programa educativo estruturado.